# Сан Виторино (Рим)
Сан Виторино је насеље у Италији у округу Рим, региону Лацио.
Према процени из 2011. у насељу је живело 479 становника. Насеље се налази на надморској висини од 149 м.